# 1919-es Giro d’Italia
Az 1919-es Giro d’Italia volt a 7. olasz kerékpáros körverseny. Május 21-én kezdődött és június 8-án ért véget. A verseny 10 szakaszból állt, ezek össztávja 2984 km volt. A végső győztes az olasz Costante Girardengo lett a szintén olasz Gaetano Belloni és a belga Marcel Buysse előtt.

## Szakaszok
| Szakasz | Rajt    | Cél     | km  | Szakaszgyőztes      | Összetettben vezető |
| 1.      | Milánó  | Trento  | 302 | Costante Girardengo | Costante Girardengo |
| 2.      | Trento  | Trieszt | 334 | Costante Girardengo | Costante Girardengo |
| 3.      | Trieszt | Ferrara | 282 | Oscar Egg           | Costante Girardengo |
| 4.      | Ferrara | Pescara | 411 | Ezio Corlaita       | Costante Girardengo |
| 5.      | Pescara | Nápoly  | 312 | Gaetano Belloni     | Costante Girardengo |
| 6.      | Nápoly  | Róma    | 203 | Costante Girardengo | Costante Girardengo |
| 7.      | Róma    | Firenze | 350 | Costante Girardengo | Costante Girardengo |
| 8.      | Firenze | Genova  | 261 | Costante Girardengo | Costante Girardengo |
| 9.      | Genova  | Torino  | 277 | Costante Girardengo | Costante Girardengo |
| 10.     | Torino  | Milánó  | 277 | Costante Girardengo | Costante Girardengo |

## Végeredmény
|     | Versenyző           | Idő             |
| --- | ------------------- | --------------- |
| 1.  | Costante Girardengo | 112 óra 51' 29" |
| 2.  | Gaetano Belloni     | + 51' 56"       |
| 3.  | Marcel Buysse       | + 1 óra 05' 31" |
| 4.  | Clemente Canepari   | + 1 óra 34' 35" |
| 5.  | Ugo Agostoni        | + 1 óra 39' 39" |
| 6.  | Angelo Gremo        | + 2 óra 20' 01" |
| 7.  | Ezio Corlaita       | + 4 óra 12' 07" |
| 8.  | Lauro Bordin        | + 4 óra 16' 32" |
| 9.  | Giosuè Lombardi     | + 4 óra 28' 33" |
| 10. | Ugo Ruggeri         | + 6 óra 03' 51" |